# Jean Galfione
Jean Galfione  (Párizs, 1971. június 9. –) olimpiai bajnok francia atléta, rúdugró.

## Pályafutása
1990-ben 5,45-ös ugrással aranyérmes lett a junior világbajnokságon, majd egy évvel később, első világbajnokságán Tokióban tizedikként zárt.
1993-ban a fedett pályás világbajnokságon, az Universiádén és a mediterrán játékokon is bronzérmet szerzett, a szabadtéri világbajnokságon azonban csak a nyolcadik lett.
A fedett pályás Európa-bajnokságon ezüst-, míg a szabadtéri kontinensbajnokságon bronzérmesként végzett 1994-ben.
Az 1995-ös világbajnokságon két olimpiai bajnok, Szerhij Bubka és Makszim Taraszov mögött harmadik, bronzérmes helyen zárt. Taraszovval egyébiránt azonos, 5,86-os eredménnyel; kettőjük között a kevesebb rontott próba döntött. Egy év múlva, az atlantai olimpián nem indult Taraszov, valamint egy sérülés miatt a címvédő Bubka sem. Galifone könnyedén jutott döntőbe, ahol az orosz Igor Trangyenkovval és a német Andrei Tivontchikkal volt versenyben a győzelemért. Végül mindhármuk legjobb ugrása 5,92 méter volt, ami új olimpiai rekord volt ugyan, de huszonkét centiméterrel így is elmaradt Bubka világcsúcsától. Az érmek sorsáról a kevesebb rontás döntött. Trangyenkov és Galifone is megkísérelte a 6,02 méteres magasságot, de míg az orosz háromból háromszor rontott, addig a Jean csak kétszer próbálkozott és lett a szám második francia olimpiai bajnoka.
1998-ban harmadikként zárt az Európa-bajnokságon, majd 1999-ben a fedett pályás világbajnokságon 6,00-s új egyéni csúccsal győzött. Ezzel ő lett a kilencedik a sportág történelmében, aki átlépte a 6 méteres magasságot.
2000-ben még részt vett ugyan a Sydney-i olimpián, de nem jutott túl a selejtezőkörön.

## Egyéni legjobbjai
- Rúdugrás (szabadtér) - 5,98 m (1999)
- Rúdugrás (fedett) - 6,00 m (1999)